# でも!?しょうがない
「でも!?しょうがない」は、BARBEE BOYSが1985年6月21日にリリースした3枚目のシングル。

## ミュージック・ビデオ
「でも!?しょうがない」のミュージック・ビデオは、二本指で男女のカップルを見立て、最終的に性行為のようなジェスチャーをする通称『指セックス・ビデオ』がアダルト指定となり、一部の地域では放送禁止処置となる事態になった。

## 収録曲
| 全作詞・作曲: いまみちともたか、全編曲: BARBEE BOYS。 |                        |                  |                  |      |
| #                                                     | タイトル               | 作詞             | 作曲・編曲       | 時間 |
| 1.                                                    | 「でも!?しょうがない」 | いまみちともたか | いまみちともたか | 4:26 |
| 2.                                                    | 「プリティドール」     | いまみちともたか | いまみちともたか | 3:31 |
| 合計時間:                                             | 合計時間:              | 7:57             |                  |      |

## 収録アルバム
| 曲名               | 収録作品                                          | 発売日        | 備考                                   |
| ------------------ | ------------------------------------------------- | ------------- | -------------------------------------- |
| でも!?しょうがない | 『Freebee』                                       | 1985年11月1日 |                                        |
| でも!?しょうがない | 『Black List』                                    | 1988年3月21日 | ラリー・アレキサンダーによるリミックス |
| でも!?しょうがない | 『BARBEE BOYS』                                   | 1992年10月1日 |                                        |
| でも!?しょうがない | 『STAR BOX』                                      | 1999年1月30日 |                                        |
| でも!?しょうがない | 『STAR BOX EXTRA BARBEE BOYS』                    | 2001年12月5日 |                                        |
| でも!?しょうがない | 『THE LEGEND BARBEE BOYS GOLDEN 80'S COLLECTION』 | 2003年1月1日  |                                        |
| でも!?しょうがない | 『蜂 -BARBEE BOYS Complete Single Collection-』   | 2007年4月25日 |                                        |
| プリティドール     | 『1st OPTION』                                    | 1985年2月25日 |                                        |
| プリティドール     | 『蜂 -BARBEE BOYS Complete Single Collection-』   | 2007年4月25日 |                                        |